# Gramophonedzie
Marko Milicevic, bedre kendt som Gramophonedzie, er en house-producer fra Serbien.

## Diskografi

### Singler
| 2010                                                                              | "Why Don't You"                          | 100 | 7 | 19 | 61 | 12 | 1 | Non-album singles |
| 2010                                                                              | "Out of My Head"                         | —   | — | —  | —  | —  | — | Non-album singles |
| 2012                                                                              | "No Sugar" (with Joey Negro & Shea Soul) | —   | — | —  | —  | —  | — | Non-album singles |
| 2012                                                                              | "Number One"                             | —   | — | —  | —  | —  | — | Non-album singles |
| 2013                                                                              | "Not My Groove"                          | —   | — | —  | —  | —  | — | Non-album singles |
| "—" denotes a recording that did not chart or was not released in that territory. |                                          |     |   |    |    |    |   |                   |

### Remix
| År   | Kunstner               | Spor                                        |
| ---- | ---------------------- | ------------------------------------------- |
| 2007 | Da Fuzz                | "The First Time (Gramophonedzie Remix)"     |
| 2008 | Mr. Fuzz feat. Jahmark | "Don't You Want Me (Gramophonedzie Remix)"  |
| 2009 | Nick Maurer            | "Wash My Hands (Gramophonedzie Remix)"      |
| 2009 | Bad Copy               | "Idemo Odma (Gramophonedzie Remix)"         |
| 2009 | Memphis                | "Le Petit" (Gramophonedzie Remix)           |
| 2010 | Professor Green        | "I Need You Tonight (Gramophonedzie Remix)" |
| 2013 | The Young Punx         | "Kowloon Kickback (Gramophonedzie Mix)"     |